# Tim Olrik Stöneberg
Tim Olrik Stöneberg (* 25. April 1973 in Köln) ist ein deutscher Schauspieler.

## Leben

### Ausbildung
Tim Olrik Stöneberg absolvierte von 1999 bis 2002 eine Schauspielausbildung an der Arturo-Schauspielschule in Köln unter der Leitung von Gereon Nussbaum. 2002 erwarb er an der Arturo-Schauspielschule den Abschluss als „Diplom Medien Schauspieler“.

### Engagement am Theater Trier
Stöneberg war ab 2002 festes Ensemblemitglied am Theater Trier, wo er zunächst mit einem Zweijahresvertrag unter Intendant Heinz Lukas-Kindermann engagiert war. 2004 erfolgte die Vertragsverlängerung unter dem nachfolgenden Intendanten Gerhard Weber. Stönebergs Vertrag am Stadttheater Trier lief bis zum Ende von Webers Intendanz und endete im Sommer 2015. Am Theater spielte Stöneberg ein breites Rollenspektrum, das häufig komische Rollen umfasste; er verkörperte aber auch den Typus des Gigolos, Casanovas und Herzensbrechers.
Stönebergs verkörperte am Stadttheater Trier zahlreiche Rollen des klassischen und modernen Theaterrepertoires, u. a. Jedermanns Gesell in Jedermann (2003), den Bildhauer Brindsley Miller in der Komödie Komödie im Dunkeln von Peter Shaffer (2004), den Studenten Philip in der Tragikomödie Das Maß der Dinge von Neil LaBute (2005), den Tambourmajor in Woyzeck (2008), La Flèche in Der Geizige (2008), Tybalt in Romeo und Julia (2008), den Journalisten Buddy Lawrence in Des Teufels General (2009) und Warren in Einer flog über das Kuckucksnest (2009).
Es folgten Rollen in Der Gott des Gemetzels (2009), in Sibylle Bergs Theaterstück Die goldenen letzten Jahre (2010) und im April 2010 in der Uraufführung des Theaterstücks Ich war Staatsfeind Nr. 1, der Bühnenfassung von Wolfgang Welschs gleichnamiger Autobiografie.
In der Spielzeit 2010/11 trat er am Stadttheater Trier als „Er“ (in der einzigen Männerrolle) in dem Theaterstück Orangenhaut von Maja Pelévic auf. In der Eröffnungsinszenierung der Spielzeit 2011/12 war Stöneberg von August bis Oktober 2011 als Officer Krupke in dem Musical West Side Story zu sehen. In der Spielzeit 2011/12 spielte er am Stadttheater Trier außerdem den Demetrius in Ein Sommernachtstraum, den Journalisten Ludo Decker in einer Bühnenfassung des Films Keinohrhasen, Graf von Kent in Maria Stuart und Clarks Neffen in Sonny Boys. In der Spielzeit 2013/14 war er der Inspizienten Tim Allgood in der Komödie Der nackte Wahnsinn von Michael Frayn.
Außerdem übernahm er am Stadttheater Trier zahlreiche Rollen im Kinder- und Jugendtheater wie Achmed in Sindbad der Seefahrer, die Titelrolle in dem Kindermusical Der Lebkuchenmann von David Wood und den Zauberer Petrusilius Zwackelmann.
Stöneberg trat auch beim Brot und Spiele-Spectaculum im Amphitheater Trier auf. Ab 2006 spielte er dort die Rolle des Antigonus, des Stadtoberhaupts von Augusta Treverorum, einen ehemaligen Sklaven, der zum Widersacher des machtgierigen Gladiatoren Herkules wird.

### Film und Fernsehen
Stöneberg wirkte auch in einigen Filmproduktionen mit. 2008 hatte er eine Hauptrolle in dem No-Budget-Film Hotep, einem Kunst-Film des Kölner Filmemacher-Duos Falko Jakobs und Gerrit Wustmann. Er spielte Johnny, einen ehemals erfolgreichen Musiker, der nunmehr mit einem Drogen- und Alkoholproblem sein Dasein fristet.
Im April 2013 war Stöneberg in einer Episodenhauptrolle in dem Tatort-Fernsehfilm Eine Handvoll Paradies zu sehen. Er spielte die Rolle des Tim Rowert, einen Neuling in der Motorradgang „Dark Dogs“, der in den Kreis der Rocker aufgenommen werden möchte. Im November 2016 war Stöneberg in der Fernsehserie Rentnercops in der Folge Echte Freunde in einer Episodenrolle zu sehen. Im Dezember 2016 war Stöneberg in der ZDF-Serie Heldt in einer Episodennebenrolle zu sehen; er spielte Frank Bauer, den Handlanger eines korrupten niederländischen Bauunternehmers. Diese Rolle spielte er erneut auch in der 7. Staffel der Serie (2019). In der 2. Staffel der Fernsehserie Falk (2020) übernahm Stöneberg eine der Episodenrollen als Laubenbesitzer und Gegner eines Nachbarschaftsstreits.
Stöneberg wirkte auch in einigen Kurzfilmen mit.

## Filmografie (Auswahl)
- 2006: Entscheidungen (Kurzfilm)
- 2008: Hotep (Kinofilm)
- 2010: Catena (Kinofilm)
- 2013: Tatort: Eine Handvoll Paradies (Fernsehreihe)
- 2016: Die Truckerin – Eine Frau geht durchs Feuer
- 2016: Rentnercops (Fernsehserie; Folge 2x02)
- 2016; 2019: Heldt (Fernsehserie; Folgen 4x12, 7x02)
- 2016: Helen Dorn: Gefahr im Verzug (Fernsehreihe)
- 2016: A Different Set of Cards
- 2018–2019: Freundinnen – Jetzt erst recht (Fernsehserie, Serienhauptrolle)
- 2020: Dunkelstadt (Fernsehserie; Folge 1x03)
- 2020: Tatort: Das fleißige Lieschen (Fernsehreihe)
- 2020: Falk (Fernsehserie; Folge 2x02)
- 2021: Catweazle
- 2022: Leon – Glaub nicht alles, was du siehst (Fernsehserie, Spin-Off von Gute Zeiten, schlechte Zeiten)[14]
- 2022–2023: Rote Rosen